# Chaetonotus palustris
Chaetonotus palustris är en djurart som tillhör fylumet bukhårsdjur, och som beskrevs av Anderson och Robbins 1980. Chaetonotus palustris ingår i släktet Chaetonotus och familjen Chaetonotidae. Inga underarter finns listade i Catalogue of Life.